# Referèndum sobre el dret parcial a l'avortament a Gibraltar de 2021
El referèndum sobre el dret parcial a l'avortament a Gibraltar de 2021 és un referèndum que es va organitzar el 24 de juny de 2021 a Gibraltar per a sotmetre a votació popular l'ampliació de supòsits per a exercir la interrupció voluntària de l'embaràs (avortament). La proposta va ser aprovada pel 62'88% dels vots.

## Antecedents
El 12 de juliol de 2019, per 10 vots a 7, el Parlament de Gibraltar va aprovar l'«Acta de delictes (modificada) de 2019», que permetia l'avortament en determinades circumstàncies. Nou dels deu diputats del Partit Socialista Laborista de Gibraltar-Aliança Liberal (GSLP-LA), així com el parlamentari de Together Gibraltar, van votar-hi a favor. El diputat del Partit Socialista Laborista de Gibraltar (GSLP), Albert Isola, va votar en contra del projecte de llei, juntament amb els sis diputats de Socialdemòcrates de Gibraltar. Amb l'objectiu d'establir el suport popular a la proposta, els diputats van aprovar per unanimitat un referèndum sobre la legislació, decidint que el govern fixés la data. Després de la victòria de la coalició governant a les eleccions generals d'octubre de 2019, el 19 de desembre el govern va decidir programar el referèndum per al 19 de març de 2020, nogensmenys, la data es va ajornar a causa de la pandèmia de COVID-19. Paral·lelament, el govern també va decidir reduir l'edat mínima amb dret a vot al referèndum als 16 anys. La pregunta del referèndum va ser: «Hauria d'entrar en vigor l'Acta de modificació dels delictes de 2019, que defineix les circumstàncies que permetrien l'avortament a Gibraltar?».

## Campanya
El govern va proporcionar un finançament de fins a 50.000 lliures esterlines per a les campanyes del «sí» i del «no», i cadascuna d'elles es va limitar a gastar aquest màxim fixat.
A favor del canvi es va formar el grup «Gibraltar for Yes» per fer campanya partidària del projecte de llei i estava formada per Choice Gibraltar, Feminist Gibraltar, No More Shame Gibraltar i la Societat Secular Humanista de Gibraltar. El grup va comptar amb el suport del ministre en cap, Fabian Picardo.
En contra del canvi es va mobilitzar el Moviment Pro-Vida de Gibraltar (GPLM). El juny de 2021 va acusar Picardo de fer declaracions enganyoses sobre la nova llei.

## Resultats
El 25 de juny, l'entitat de radiodifusió pública GBC News va anunciar que un 62'88% dels votants havien aprovat la proposta en referèndum. El ministre en cap, Fabian Picardo, va declarar que el govern posaria en vigor l'Acta modificada de delictes de 2019 en un termini de 28 dies.
| Sí o no                    | Vots   | Percentatge |
| -------------------------- | ------ | ----------- |
| No                         | 4.520  | 37,12%      |
| Sí                         | 7.656  | 62,88%      |
| Vots vàlids                | 12.176 | 98,65%      |
| Vots no vàlids o en blanc  | 167    | 1,35%       |
| Vots totals                | 12.343 | 100,00%     |
| Participació               | 52,88% | 52,88%      |
| Cens                       | 23.343 | 23.343      |
| Font: Parlament.gi Sudd.ch |        |             |